# Strużyny
Strużyny (prononciation : [struˈʐɨnɨ]) est une localité polonaise de la gmina de Bledzew dans le powiat de Międzyrzecz de la voïvodie de Lubusz dans l'ouest de la Pologne.
Elle se situe à environ 3 km au sud-ouest de Bledzew (siège de la gmina), 17 km à l'ouest de Międzyrzecz (siège du powiat), 28 km au sud de Gorzów Wielkopolski (capitale de la voïvodie) et 63 km au nord de Zielona Góra (siège de la diétine régionale).
La localité comptait approximativement une population de 12 habitants en 2006.

## Histoire
Au cours du deuxième partage de la Pologne en 1793, le territoire de la localité est annexé par le Royaume de Prusse et en 1815 incorporé dans le Grand-duché de Posen. (voir Évolution territoriale de la Pologne)
Après la Seconde Guerre mondiale, avec la mise en œuvre de la ligne Oder-Neisse, la localité retourne à la République populaire de Pologne.
De 1975 à 1998, la localité appartenait administrativement à la voïvodie de Gorzów .

Depuis 1999, il appartient administrativement à la voïvodie de Lubusz